# بيرني ريختر
بيرني ريختر (بالإنجليزية: Bernie Richter)‏ هو سياسي أمريكي، ولد في 7 سبتمبر 1931 في لوس أنجلوس في الولايات المتحدة، وتوفي في 25 أكتوبر 1999 في تشيكو في الولايات المتحدة بسبب نوبة قلبية. حزبياً، نشط في الحزب الجمهوري. وقد انتخب عضو جمعية ولاية كاليفورنيا.